# Extreme Light Infrastructure

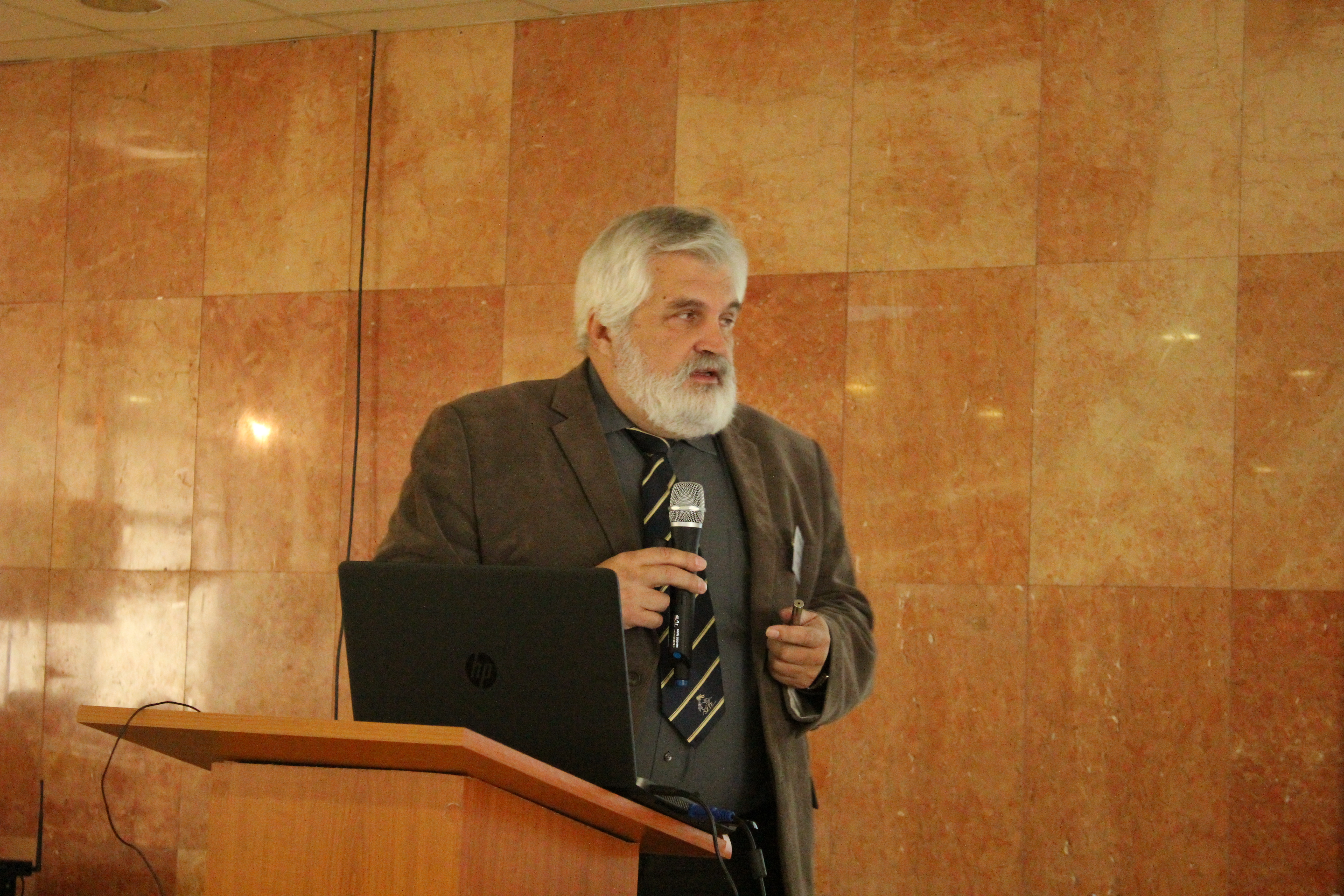
Szabó Gábor előadása az ELI-ről a hévízi fizikatanári ankéton (2015. március 28.)

Az Extreme Light Infrastructure (ELI), a sajtóban gyakran szuperlézer egy tervezett európai uniós „kutatási nagyberendezés”, ami nagy energiájú lézerekkel foglalkozna. A létesítmény exawatt-osztályú (1018 wattos) lézerével a relativisztikus hatások figyelembe vételével 1023 W/cm² intenzitás is elérhető majd, ami a 2010-ben létező legnagyobb lézernél három nagyságrenddel nagyobb teljesítménysűrűséget jelent.

## Létrejötte
A kutatóközpont létrehozásában Csehország, az Egyesült Királyság, Franciaország, Magyarország és Románia volt versenyben.
Az Irányító Testület 2009. október 1-jén, Prágában úgy döntött, hogy Csehország, Magyarország és Románia közösen valósíthatja meg az ELI elosztott infrastruktúráját. Ez az első alkalom, hogy egy nagy, közös kutatóintézet új EU-tagországokban épülhet meg.
A három tagországnak 2015 végére kell létrehozni a tudományos projekt három pillérét: az attoszekundumos impulzusokkal Magyarországon (Szegeden) foglalkoznak, a nagy teljesítményű másodlagos forrásból történő, másodpercenként akár tízszer „tüzelő” beamline Csehországban, Prága közelében, Dolní Břežany-ban épül majd, Romániában, Măgurele-ben pedig fotonukleáris kutatóközpont épülne, a nagy teljesítményű lézerek magfizikai alkalmazásainak vizsgálatára.
A projekt negyedik fázisban minden eddiginél nagyobb intenzitású lézert építenek közös erővel, ennek helyéről 2012-ben fog döntés születni.
A kutatócsoport vezetője, Szabó Gábor akadémikus szerint „A megépülő berendezést a magfizikától az asztrofizikán, a kozmológián, a nagy energiájú fizikán keresztül a gyógyításig, elsősorban az onkológiai gyógyításig rengeteg mindenre lehet alkalmazni.”
2011. január 14-én Fellegi Tamás nemzeti fejlesztési miniszter az Új Széchenyi Terv kihirdetésekor a kormány támogatásáról biztosította a magyar ELI projektet.

## Fordítás
- Ez a szócikk részben vagy egészben az Extreme Light Infrastructure című angol Wikipédia-szócikk ezen változatának fordításán alapul.  Az eredeti cikk szerkesztőit annak laptörténete sorolja fel. Ez a jelzés csupán a megfogalmazás eredetét és a szerzői jogokat jelzi, nem szolgál a cikkben szereplő információk forrásmegjelöléseként.